# Symplocos fragilis
Symplocos fragilis är en tvåhjärtbladig växtart som beskrevs av B. Ståhl. Symplocos fragilis ingår i släktet Symplocos och familjen Symplocaceae. Inga underarter finns listade i Catalogue of Life.